# Александру Маврокордат II
Александру Маврокордат II (рум. Alexandru II Mavrocordat, *1 липня 1754 — †8 лютого 1819) — господар Молдовського князівства в 1785-1786.

## Історія
Александру Маврокордат II, прозваний Фіраріс, тобто «утікач», вступив в таємні переговори з Росією, пропонуючи перехід своєї держави під її сюзеренітет.
У лютому 1787, боячись викриття, таємно біжить до Росії, де був милостиво прийнятий імператрицею Катериною II. Після його втечі на княжий престол вступив Александру Іпсіланті.
У червні 1787 року Порта зажадала видачі господаря. Але він залишився в Росії. Учителем його дітей був Гавриїл Бенулеску-Бодоні.
Александру II належав перший план звільнення Греції. Дві гілки роду Маврокордат надійшли в російське підданство і за ними був визнаний князівський титул.